# Campeonato Mundial de Voleibol Masculino de 2027
El XXII Campeonato Mundial de Voleibol Masculino se celebrará en Polonia en el año 2027 bajo la organización de la Federación Internacional de Voleibol (FIVB) y la Federación Polaca de Voleibol.